# Birgit Linauer
Birgit Linauer (* 1970 in Wien) ist eine österreichische Schauspielerin.

## Leben
Birgit Linauer studierte am Salzburger Mozarteum sowie in Wien bei Mechtild Hauptmann Schauspiel, ihre Ausbildung schloss sie 1992 mit Diplom ab. Anschließend war sie bis 1995 am Wiener Volkstheater engagiert, wo sie unter anderem als Marie in Einen Jux will er sich machen, als Agnès in der Schule der Frauen und als Rea in Romulus der Große zu sehen war. In der Folge hatte sie Engagements bei den Sommerspielen Melk und Kobersdorf, an der Komödie im Bayerischen Hof, am Theater in der Josefstadt und am Grazer Theater am Lend.
Von 1996 bis 2002 verkörperte sie in der Fernsehserie Schlosshotel Orth an der Seite von Hans Kraemmer als Portier Josef Schimek die Rolle der Rezeptionsgehilfin und späteren Personalchefin Josephine „Pepi“ Maybach, im Kaisermühlen Blues spielte sie 1998/99 die Rolle der Sandra Pieringer.
An der Schauspielschule Krauss unterrichtet sie seit 2008 Dramatik und Rollengestaltung, 2021 übernahm sie dort zusätzlich auch die stellvertretende künstlerische Leitung. 2016 stand sie für Dreharbeiten zu je einer Episode der Fernsehserien Tatort und SOKO Kitzbühel sowie für den Film Licht von Regisseurin Barbara Albert vor der Kamera. Außerdem gab sie 2016 beim Kulturfestival Wachau in Echtzeit (künstlerische Leitung Ursula Strauss) ihr Regiedebüt mit dem Theaterstück Waisen von Dennis Kelly.

## Filmografie (Auswahl)
- 1990: Landläufiger Tod (Regie: Michael Schottenberg)
- 1994: Tief oben (Regie: Willi Hengstler)
- 1994: Zigeunerleben (Regie: Susanne Zanke)
- 1995: Ein Mann in der Krise (Regie: Xaver Schwarzenberger)
- 1996–2002: Schlosshotel Orth (Fernsehserie)
- 1997: Das Schloß
- 1998–1999: Kaisermühlen Blues (sieben Episoden)
- 2005: Die Spur im Schnee
- 2005: Wink des Himmels (Regie: Karola Hattop)
- 2009–2012: Die Lottosieger (drei Episoden)
- 2011: Die Schatten, die dich holen
- 2012: Schnell ermittelt – Tommi Hotarek (Fernsehserie)
- 2015: Einer von uns
- 2015: Jack
- 2015: SOKO Donau – Gottes innerer Schweinehund (Fernsehserie)
- 2017: Tatort: Wehrlos (Fernsehreihe)
- 2017: SOKO Kitzbühel – Sport ist Mord (Fernsehserie)
- 2017: Licht
- 2017: Trakehnerblut (Fernsehserie)
- 2018: SOKO Donau – Die Wahrheit stirbt zuerst (Fernsehserie)
- 2019: Walking on Sunshine (Fernsehserie)
- 2019: Freigang
- 2019: Wiener Blut (Fernsehfilm)
- 2019: Blind ermittelt – Blutsbande (Fernsehreihe)
- 2021: Am Anschlag – Die Macht der Kränkung (Fernsehserie)
- 2022: King of Stonks (Fernsehserie)
- 2023: SOKO Linz – Spurlos (Fernsehserie)
- 2024: Im Haus der alten Augustin
- 2024: Schnell ermittelt – Angelika Wer? (Fernsehserie)